# Kids Playground
Kids Playground (voorheen Boris Ballenfabriek) was een attractie in familiepretpark Walibi Holland in Biddinghuizen. De attractie is in 2005 gebouwd, tijdens de verbouwing van Six Flags Holland naar Walibi World. De attractie bevindt zich naast het pannenkoekenrestaurant. Bezoekers kunnen elkaar beschieten met ballen, maar er ook in spelen. Kids Playground was onderdeel van themagedeelte Walibi Land. De attractie is in 2013 gesloten en vervolgens omgebouwd tot horeca outlet Donut Factory.
Afbeeldingen · Lijst van attracties